# 齐默希德
齐默希德是德国莱茵兰-普法尔茨州的一个市镇。总面积2.19平方公里，总人口86人，其中男性42人，女性44人（2011年12月31日），人口密度39人/平方公里。